# Associazione Sportiva Roma 2006-2007
Questa voce raccoglie le informazioni riguardanti l'Associazione Sportiva Roma nelle competizioni ufficiali della stagione 2006-2007.

## Stagione
Qualificata direttamente per la Champions League in seguito alle sentenze di Calciopoli, la Roma inizia la stagione 2006-2007 contendendo all'Inter la Supercoppa italiana. In 34' i capitolini vanno sul 3-0, con rete di Amantino Mancini e doppietta di Aquilani: a pochi secondi dall'intervallo, Vieira accorcia le distanze segnando di testa sugli sviluppi di una punizione. La ripresa è tutta dei nerazzurri, che trovano 2 gol grazie all'ex laziale Crespo e ancora al francese: il 3-3 porta la sfida ai supplementari. Figo segnò su punizione, completando la rimonta dei milanesi: l'espulsione di Chivu cala il sipario sulla gara.
In campionato gli stessi lombardi sono protagonisti, vincendo anche all'Olimpico in occasione della terza giornata. Già dal girone di andata, gli uomini di Spalletti si ritrovano distanziati dai rivali. In Europa superano la fase a gironi, con 8 punti. L'ultimo incontro del gruppo è seguito dal derby, vinto per 3-0 dalla Lazio. Negli ottavi di coppa, la Roma pesca il Lione: pareggiando 0-0 all'andata, per poi vincere 2-0 al ritorno, si qualifica per i quarti. In questo turno viene eliminata dal Manchester Utd, già affrontato nel girone: il 2-1 casalingo è inutile, a fronte del pesante 7-1 subìto in trasferta. I giallorossi sconfiggono poi l'Inter a Milano, nel recupero della 22ª giornata, nell'unica disfatta nerazzurra nelle 38 giornate. Il torneo termina con un secondo posto, a 22 punti dai meneghini: ciò costituisce un record per la Serie A.
La rivincita sui rivali giunge dalla Coppa Italia, vinta dai capitolini ai danni della squadra di Mancini: il 6-2 dell'andata ipoteca, di fatto, la vittoria finale. L'Inter, nel ritorno, vince soltanto 2-1. Il capitano Totti si laurea, per la prima volta, capocannoniere del campionato con 26 centri.

## Divise e sponsor
In questa stagione la Roma presenta come fornitore tecnico Diadora; non c'è un main sponsor ma in Reggina-Roma e Roma-Milan sono presenti nelle maglie come sponsor rispettivamente Festa del Cinema di Roma e Pepsi Collection. La prima divisa è costituita da maglia rossa con bordi manica e colletto gialli, pantaloncini bianchi e calzettoni neri. In trasferta i Lupi usano una costituita da maglia bianca con bordi manica gialli e colletto rosso, pantaloncini bianchi, calzettoni bianchi. Come terza divisa viene usato un kit costituito da maglia color bronzo, pantaloncini e calzettoni rossi. I portieri usano quattro divise: una nera, una grigia, una bianca e una gialla, tutte con colletto rosso e bordi manica gialli (ad eccezione dell'ultima che presenta anche i bordi manica rossi).
| Casa | Trasferta | Terza divisa | 1ª portiere | 2ª portiere | 3ª portiere | 4ª Portiere |

## Organigramma societario
Di seguito l'organigramma societario.
Area direttiva
- Presidente: Franco Sensi
- Amministratore delegato: Rosella Sensi
- Vice Presidenti: Ciro Di Martino, Giovanni Ferreri

Area organizzativa
- Coordinatore e ottimizzatore delle risorse umane dell'area sportiva: Gian Paolo Montali
- Responsabile organizzativo e logistica: Antonio Tempestilli
- Responsabile organizzazione e stadio: Maurizio Cenci
- Team manager: Salvatore Scaglia
- Dirigente addetto agli arbitri: Vittorio Benedetti

Area comunicazione
- Responsabile comunicazione: Elena Turra

Area tecnica
- Direttore sportivo: Daniele Pradè
- Direttore tecnico: Bruno Conti
- Allenatore: Luciano Spalletti
- Allenatore in seconda: Marco Domenichini
- Collaboratori tecnici: Aurelio Andreazzoli
- Preparatori atletici: Paolo Bertelli
- Allenatore dei portieri: Adriano Bonaiuti

Area sanitaria
- Responsabile sanitario: Vincenzo Affinito
- Massaggiatore: Giorgio Rossi

## Rosa
Di seguito la rosa.
| N. |                       | Ruolo | Calciatore                        |
| -- | --------------------- | ----- | --------------------------------- |
| 1  | Italia (bandiera)     | P     | Gianluca Curci                    |
| 2  | Italia (bandiera)     | D     | Christian Panucci (Vice Capitano) |
| 3  | Costa Rica (bandiera) | D     | Gilberto Martínez                 |
| 4  | Svezia (bandiera)     | C     | Christian Wilhelmsson             |
| 5  | Francia (bandiera)    | D     | Philippe Mexès                    |
| 7  | Cile (bandiera)       | C     | David Pizarro                     |
| 8  | Italia (bandiera)     | C     | Alberto Aquilani                  |
| 9  | Italia (bandiera)     | A     | Vincenzo Montella                 |
| 10 | Italia (bandiera)     | A     | Francesco Totti (capitano)        |
| 11 | Brasile (bandiera)    | C     | Rodrigo Taddei                    |
| 12 | Italia (bandiera)     | P     | Pietro Pipolo                     |
| 13 | Romania (bandiera)    | D     | Cristian Chivu                    |
| 14 | Francia (bandiera)    | C     | Ricardo Faty                      |
| 15 | Egitto (bandiera)     | A     | Mido                              |
| 16 | Italia (bandiera)     | C     | Daniele De Rossi                  |
| 17 | Italia (bandiera)     | A     | Francesco Tavano                  |
| 18 | Italia (bandiera)     | C     | Valerio Virga                     |
| 19 | Brasile (bandiera)    | D     | Rodrigo Defendi                   |

| N. |                       | Ruolo | Calciatore           |
| -- | --------------------- | ----- | -------------------- |
| 20 | Italia (bandiera)     | C     | Simone Perrotta      |
| 21 | Italia (bandiera)     | D     | Matteo Ferrari       |
| 22 | Italia (bandiera)     | D     | Max Tonetto          |
| 23 | Montenegro (bandiera) | A     | Mirko Vučinić        |
| 24 | Italia (bandiera)     | P     | Carlo Zotti          |
| 25 | Argentina (bandiera)  | D     | Leandro Cufré        |
| 27 | Brasile (bandiera)    | P     | Júlio Sérgio         |
| 28 | Italia (bandiera)     | C     | Aleandro Rosi        |
| 30 | Brasile (bandiera)    | C     | Mancini              |
| 31 | Italia (bandiera)     | D     | Fabrizio Grillo      |
| 32 | Brasile (bandiera)    | P     | Doni                 |
| 33 | Italia (bandiera)     | D     | Gianluca Freddi      |
| 34 | Italia (bandiera)     | C     | Massimiliano Marsili |
| 35 | Italia (bandiera)     | A     | Stefano Okaka        |
| 36 | Italia (bandiera)     | C     | Simone Palermo       |
| 37 | Italia (bandiera)     | C     | Andrea Giacomini     |
| 77 | Italia (bandiera)     | D     | Marco Cassetti       |

## Calciomercato
Di seguito il calciomercato.

### Sessione estiva (dal 1/7 al 31/8)
| Acquisti | Acquisti          | Acquisti           | Acquisti                         |
| R.       | Nome              | dal                | Modalità                         |
| -------- | ----------------- | ------------------ | -------------------------------- |
| P        | Júlio Sérgio      | -                  | svincolato                       |
| D        | Gilberto Martínez | Brescia            | prestito (0.25 milioni €)        |
| D        | Rodrigo Defendi   | Tottenham          | prestito (0.375 milioni €)       |
| D        | Marco Cassetti    | Lecce              | prestito (3 milioni €)           |
| C        | Max Tonetto       | Sampdoria          | definitivo                       |
| C        | David Pizarro     | Inter              | compartecipazione (13 milioni €) |
| C        | Ricardo Faty      | Strasburgo         | definitivo (0.360 milioni €)     |
| A        | Skelley Adu Tutu  | King Faisal Babies | definitivo                       |
| A        | Mirko Vučinić     | Lecce              | prestito (3.25 milioni €)        |

| Cessioni | Cessioni                  | Cessioni  | Cessioni                    |
| R.       | Nome                      | dal       | Modalità                    |
| -------- | ------------------------- | --------- | --------------------------- |
| P        | Dīmītrios Eleutheropoulos | Ascoli    | svincolato                  |
| D        | Samuel Kuffour            | Livorno   | prestito (0.55 milioni €)   |
| D        | Leandro Cufré             | Monaco    | definitivo (2.1 milioni €)  |
| D        | Gianluca Comotto          | Torino    | prestito                    |
| C        | Edgar Álvarez             | Messina   | prestito                    |
| C        | Damiano Tommasi           | Levante   | svincolato                  |
| C        | Olivier Dacourt           | Inter     | svincolato                  |
| A        | Shabani Nonda             | Blackburn | prestito                    |
| A        | Mido                      | Tottenham | definitivo (6.75 milioni €) |

### Sessione invernale (dal 7/1 al 2/2)
| Acquisti | Acquisti              | Acquisti | Acquisti                                          |
| R.       | Nome                  | dal      | Modalità                                          |
| -------- | --------------------- | -------- | ------------------------------------------------- |
| C        | Christian Wilhelmsson | Nantes   | prestito con diritto di riscatto (0.5 milioni €)  |
| C        | Gianluca Comotto      | Torino   | rientro prestito                                  |
| A        | Francesco Tavano      | Valencia | prestito con diritto di riscatto (0.58 milioni €) |

| Cessioni | Cessioni          | Cessioni  | Cessioni                          |
| R.       | Nome              | dal       | Modalità                          |
| -------- | ----------------- | --------- | --------------------------------- |
| P        | Carlo Zotti       | Sampdoria | prestito (0.165 milioni €)        |
| C        | Gianluca Comotto  | Torino    | compartecipazione (2.2 milioni €) |
| A        | Vincenzo Montella | Fulham    | prestito                          |

## Risultati

### Supercoppa italiana
| Arbitro: | Saccani (Mantova) |

|                                     |           |                               |
| Vieira 44’, 74’ Crespo 65’ Figo 93’ | Marcatori | 13’ Mancini 25’, 34’ Aquilani |

### Serie A

#### Girone di andata
| Arbitro: | Messina (Salerno) |

|                          |           |  |
| De Rossi 45’ Mancini 56’ | Marcatori |  |

| Arbitro: | De Marco (Genova) |

|           |           |                                 |
| Frick 87’ | Marcatori | 2’ Taddei 25’ Pizarro 90’ Okaka |

| Arbitro: | Rizzoli (Bologna) |

|  |           |            |
|  | Marcatori | 44’ Crespo |

| Arbitro: | Rocchi (Firenze) |

|  |           |                                                    |
|  | Marcatori | 5’ Montella 45+1’ Perrotta 54’ Rosi 90+3’ Aquilani |

| Arbitro: | Rosetti (Torino) |

|              |           |  |
| Montella 23’ | Marcatori |  |

| Arbitro: | Trefoloni (Siena) |

|             |           |  |
| Amoruso 49’ | Marcatori |  |

| Arbitro: | Dondarini (Finale Emilia) |

|           |           |                |
| Totti 66’ | Marcatori | 40’ Pellissier |

| Arbitro: | Rocchi (Firenze) |

|                       |           |                               |
| Totti 50’ Mexès 90+1’ | Marcatori | 23’ Delvecchio 63’ Bjelanović |

| Arbitro: | Bertini (Arezzo) |

|  |           |             |
|  | Marcatori | 66’ Ferrari |

| Arbitro: | Rosetti (Torino) |

|                              |           |              |
| De Rossi 38’ Taddei 49’, 66’ | Marcatori | 15’ Ujfaluši |

| Arbitro: | Messina (Salerno) |

|             |           |               |
| Brocchi 56’ | Marcatori | 7’, 83’ Totti |

| Arbitro: | Rosetti (Torino) |

|                                                                       |           |  |
| Panucci 12’, 48’ Mancini 19’ Perrotta 24’, 40’ Montella 59’ Totti 70’ | Marcatori |  |

| Arbitro: | Ayroldi (Bari) |

|                               |           |                                         |
| Volpi 14’ Flachi 90+2’ (rig.) | Marcatori | 13’, 74’ Totti 33’ Perrotta 44’ Panucci |

| Arbitro: | Pantana (Roma) |

|                              |           |              |
| Totti 52’ (rig.), 64’ (rig.) | Marcatori | 19’ Zampagna |

| Arbitro: | Rosetti (Torino) |

|                                           |           |  |
| Ledesma 44’ Oddo 52’ (rig.) Mutarelli 73’ | Marcatori |  |

| Arbitro: | Rizzoli (Bologna) |

|                                        |           |  |
| Mancini 44’, 83’ Totti 56’ (rig.), 90’ | Marcatori |  |

| Arbitro: | Paparesta (Bari) |

|            |           |                       |
| Rosina 88’ | Marcatori | 44’ Totti 85’ Mancini |

| Arbitro: | Tagliavento (Terni) |

|                       |           |  |
| Taddei 5’ Mancini 56’ | Marcatori |  |

| Arbitro: | Rocchi (Firenze) |

|                     |           |             |
| Parisi 90+2’ (rig.) | Marcatori | 39’ Mancini |

#### Girone di ritorno
| Arbitro: | Ayroldi (Bari) |

|               |           |           |
| Lucarelli 22’ | Marcatori | 74’ Totti |

| Arbitro: | Giannoccaro (Lecce) |

|             |           |  |
| Vučinić 62’ | Marcatori |  |

| Arbitro: | Trefoloni (Siena) |

|                      |           |                                       |
| Materazzi 52’ (rig.) | Marcatori | 44’ Perrotta 89’ Totti 90+3’ Cassetti |

| Arbitro: | Trefoloni (Siena) |

|                                     |           |  |
| Totti 50’ Perrotta 66’ Taddei 90+5’ | Marcatori |  |

| Arbitro: | Dondarini (Bologna) |

|          |           |  |
| Pozzi 5’ | Marcatori |  |

| Arbitro: | Tagliavento (Terni) |

|                                  |           |  |
| Tavano 55’ Mexes 65’ Panucci 90’ | Marcatori |  |

| Arbitro: | Bertini (Arezzo) |

|                         |           |                |
| Bogdani 17’ Semioli 33’ | Marcatori | 34’, 48’ Totti |

| Arbitro: | Saccani (Mantova) |

|            |           |                 |
| Soncin 17’ | Marcatori | 85’ Wilhelmsson |

| Arbitro: | Mazzoleni (Bergamo) |

|                                    |           |             |
| Totti 33’ (rig.), 60’ Perrotta 39’ | Marcatori | 69’ Asamoah |

| Firenze 18 marzo 2007, ore 15:00 CEST 29ª giornata | Fiorentina       | 0 – 0 referto | Roma | Stadio Artemio Franchi\| Arbitro: \| Paparesta (Bari) \| |
| Arbitro:                                           | Paparesta (Bari) |               |      |                                                          |

| Arbitro: | Messina (Salerno) |

|          |           |               |
| Mexes 5’ | Marcatori | 61’ Gilardino |

| Arbitro: | Pieri (Lucca) |

|  |           |                        |
|  | Marcatori | 37’ Tavano 83’ Vučinić |

| Arbitro: | Morganti (Ascoli Piceno) |

|                                        |           |  |
| Totti 21’, 66’ Ferrari 71’ Panucci 87’ | Marcatori |  |

| Arbitro: | Rosetti (Torino) |

|                       |           |              |
| Doni 37’ Zampagna 44’ | Marcatori | 65’ Perrotta |

| Roma 29 aprile 2007, ore 15:00 CEST 34ª giornata | Roma              | 0 – 0 referto | Lazio | Stadio Olimpico\| Arbitro: \| Rizzoli (Bologna) \| |
| Arbitro:                                         | Rizzoli (Bologna) |               |       |                                                    |

| Arbitro: | Tagliavento (Terni) |

|               |           |                        |
| G.Tedesco 86’ | Marcatori | 17’ Totti 36’ Cassetti |

| Arbitro: | Rocchi (Firenze) |

|  |           |           |
|  | Marcatori | 14’ Muzzi |

| Arbitro: | Brighi (Cesena) |

|                             |           |                       |
| Suazo 13’ Marchini 40’, 68’ | Marcatori | 29’ (rig.), 85’ Totti |

| Arbitro: | Pierpaoli (Firenze) |

|                                     |           |                            |
| Totti 10’, 73’ Mancini 19’ Rosi 84’ | Marcatori | 9’, 58’ Riganò 75’ Córdova |

### Fase finale
| Arbitro: | Banti (Livorno) |

|              |           |                   |
| Rossetti 77’ | Marcatori | 44’, 49’ Montella |

| Arbitro: | Herberg (Messina) |

|                        |           |  |
| Virga 22’ Montella 27’ | Marcatori |  |

| Arbitro: | Banti (Livorno) |

|                       |           |           |
| Mancini 19’ Totti 67’ | Marcatori | 87’ Dedič |

| Arbitro: | Bergonzi (Genova) |

|                     |           |                          |
| Muslimovic 11’, 43’ | Marcatori | 30’ De Rossi 85’ Pizarro |

| Arbitro: | Bertini (Arezzo) |

|                         |           |                          |
| Oliveira 4’ Inzaghi 23’ | Marcatori | 28’ Perrotta 39’ Pizarro |

| Arbitro: | Rizzoli (Bologna) |

|                                     |           |               |
| Mancini 8’ Perrotta 23’ Pizarro 46’ | Marcatori | 18’ Gilardino |

| Arbitro: | Saccani (Mantova) |

|                                                                |           |                 |
| Totti 1’ De Rossi 5’ Perrotta 16’ Mancini 30’ Panucci 54’, 89’ | Marcatori | 20’, 56’ Crespo |

| Arbitro: | Morganti (Ascoli Piceno) |

|                     |           |              |
| Crespo 51’ Cruz 57’ | Marcatori | 84’ Perrotta |

### Champions League

#### Fase a gironi
| Arbitro: | Layec |

|                                               |           |  |
| Taddei 67’ Totti 76’ De Rossi 79’ Pizarro 89’ | Marcatori |  |

| Arbitro: | Fandel |

|                      |           |                  |
| Angulo 12’ Villa 29’ | Marcatori | 19’ (rig.) Totti |

| Arbitro: | Poll |

|  |           |              |
|  | Marcatori | 76’ Perrotta |

| Arbitro: | Benquerença |

|           |           |                 |
| Totti 66’ | Marcatori | 19’ Júlio César |

| Arbitro: | Stark |

|            |           |  |
| Marica 61’ | Marcatori |  |

| Arbitro: | Plautz |

|             |           |  |
| Panucci 13’ | Marcatori |  |

#### Fase a eliminazione diretta
| Roma 21 febbraio 2007, ore CEST Ottavi di finale - Andata | Roma  | 0 – 0 referto | Olympique Lione | Stadio Olimpico\| Arbitro: \| Riley \| |
| Arbitro:                                                  | Riley |               |                 |                                        |

| Arbitro: | Mejuto González |

|  |           |                       |
|  | Marcatori | 22’ Totti 44’ Mancini |

| Arbitro: | Fandel |

|                        |           |            |
| Taddei 44’ Vučinić 67’ | Marcatori | 60’ Rooney |

| Arbitro: | Micheľ |

|                                                                           |           |              |
| Carrick 11’, 60’ Smith 17’ Rooney 19’ Cristiano Ronaldo 44’, 49’ Evra 81’ | Marcatori | 69’ De Rossi |

## Statistiche

### Statistiche di squadra
| Competizione        | Punti | In casa | In casa | In casa | In casa | In casa | In casa | In trasferta | In trasferta | In trasferta | In trasferta | In trasferta | In trasferta | Totale | Totale | Totale | Totale | Totale | Totale | DR  |
| Competizione        | Punti | G       | V       | N       | P       | Gf      | Gs      | G            | V            | N            | P            | Gf           | Gs           | G      | V      | N      | P      | Gf     | Gs     | DR  |
| ------------------- | ----- | ------- | ------- | ------- | ------- | ------- | ------- | ------------ | ------------ | ------------ | ------------ | ------------ | ------------ | ------ | ------ | ------ | ------ | ------ | ------ | --- |
| Serie A             | 75    | 19      | 13      | 4       | 2       | 43      | 12      | 19           | 9            | 5            | 5            | 31           | 22           | 38     | 22     | 9      | 7      | 74     | 34     | +40 |
| Coppa Italia        | -     | 4       | 4       | 0       | 0       | 13      | 4       | 4            | 1            | 2            | 1            | 7            | 7            | 8      | 5      | 2      | 1      | 20     | 11     | +9  |
| Champions League    | -     | 5       | 3       | 2       | 0       | 8       | 2       | 5            | 2            | 0            | 3            | 5            | 10           | 10     | 5      | 2      | 3      | 13     | 12     | +1  |
| Supercoppa Italiana | -     | 0       | 0       | 0       | 0       | 0       | 0       | 1            | 0            | 0            | 1            | 3            | 4            | 1      | 0      | 0      | 1      | 3      | 4      | -1  |
| Totale              | 75    | 28      | 20      | 6       | 2       | 61      | 18      | 28           | 12           | 7            | 10           | 31           | 39           | 56     | 32     | 13     | 12     | 110    | 61     | +49 |

### Andamento in campionato
| Giornata  | 1 | 2 | 3 | 4 | 5 | 6 | 7 | 8 | 9 | 10 | 11 | 12 | 13 | 14 | 15 | 16 | 17 | 18 | 19 | 20 | 21 | 22 | 23 | 24 | 25 | 26 | 27 | 28 | 29 | 30 | 31 | 32 | 33 | 34 | 35 | 36 | 37 | 38 |
| --------- | - | - | - | - | - | - | - | - | - | -- | -- | -- | -- | -- | -- | -- | -- | -- | -- | -- | -- | -- | -- | -- | -- | -- | -- | -- | -- | -- | -- | -- | -- | -- | -- | -- | -- | -- |
| Luogo     | C | T | C | T | C | T | C | C | T | C  | T  | C  | T  | C  | T  | C  | T  | C  | T  | T  | C  | T  | C  | T  | C  | T  | T  | C  | T  | C  | T  | C  | T  | C  | T  | C  | T  | C  |
| Risultato | V | V | P | V | V | P | N | N | V | V  | V  | V  | V  | V  | P  | V  | V  | V  | N  | N  | V  | V  | V  | P  | V  | N  | N  | V  | N  | N  | V  | V  | P  | N  | V  | P  | P  | V  |
| Posizione | 2 | 1 | 4 | 2 | 1 | 2 | 3 | 3 | 3 | 3  | 3  | 3  | 2  | 2  | 2  | 2  | 2  | 2  | 2  | 2  | 2  | 2  | 2  | 2  | 2  | 2  | 2  | 2  | 2  | 2  | 2  | 2  | 2  | 2  | 2  | 2  | 2  | 2  |

Legenda:

Luogo: C = Casa; T = Trasferta. Risultato: V = Vittoria; N = Pareggio; P = Sconfitta.

### Statistiche dei giocatori
Sono in corsivo i calciatori che hanno lasciato la società a stagione in corso.
| Giocatore      | Serie A  | Serie A | Serie A     | Serie A    | Coppa Italia | Coppa Italia | Coppa Italia | Coppa Italia | Champions League | Champions League | Champions League | Champions League | Supercoppa italiana | Supercoppa italiana | Supercoppa italiana | Supercoppa italiana | Totale   | Totale | Totale      | Totale     |
| Giocatore      | Presenze | Reti    | Ammonizioni | Espulsioni | Presenze     | Reti         | Ammonizioni  | Espulsioni   | Presenze         | Reti             | Ammonizioni      | Espulsioni       | Presenze            | Reti                | Ammonizioni         | Espulsioni          | Presenze | Reti   | Ammonizioni | Espulsioni |
| -------------- | -------- | ------- | ----------- | ---------- | ------------ | ------------ | ------------ | ------------ | ---------------- | ---------------- | ---------------- | ---------------- | ------------------- | ------------------- | ------------------- | ------------------- | -------- | ------ | ----------- | ---------- |
| A. Aquilani    | 13       | 1       | 3           | 0          | 3            | 0            | 0            | 0            | 5                | 0                | 0                | 0                | 1                   | 0                   | 0                   | 0                   | 22       | 1      | 3           | 0          |
| M. Cassetti    | 28       | 2       | 7           | 0          | 6            | 0            | 0            | 0            | 8                | 0                | 0                | 0                | 1                   | 0                   | 0                   | 0                   | 43       | 2      | 7           | 0          |
| C. Chivu       | 28       | 0       | 6           | 0          | 7            | 0            | 0            | 0            | 8                | 0                | 0                | 0                | 1                   | 0                   | 0                   | 0                   | 44       | 0      | 6           | 0          |
| L. Cufré       | 0        | 0       | 0           | 0          | 0            | 0            | 0            | 0            | 0                | 0                | 0                | 0                | 1                   | 0                   | 0                   | 0                   | 1        | 0      | 0           | 0          |
| G. Curci       | 6        | -9      | 0           | 0          | 6            | -7           | 0            | 0            | 0                | 0                | 0                | 0                | 0                   | 0                   | 0                   | 0                   | 12       | -16    | 0           | 0          |
| D. De Rossi    | 36       | 2       | 7           | 0          | 8            | 2            | 0            | 0            | 10               | 2                | 0                | 0                | 1                   | 0                   | 0                   | 0                   | 55       | 6      | 7           | 0          |
| R. Defendi     | 0        | 0       | 0           | 0          | 1            | 0            | 0            | 0            | 1                | 0                | 0                | 0                | 0                   | 0                   | 0                   | 0                   | 2        | 0      | 0           | 0          |
| Doni           | 32       | -25     | 3           | 0          | 2            | -4           | 0            | 0            | 8                | -12              | 0                | 0                | 1                   | -3                  | 0                   | 0                   | 43       | -44    | 3           | 0          |
| R. Faty        | 11       | 0       | 1           | 0          | 1            | 0            | 0            | 0            | 3                | 0                | 0                | 0                | 0                   | 0                   | 0                   | 0                   | 15       | 0      | 1           | 0          |
| M. Ferrari     | 27       | 2       | 6           | 1          | 6            | 0            | 0            | 0            | 6                | 0                | 0                | 0                | 0                   | 0                   | 0                   | 0                   | 39       | 2      | 6           | 1          |
| Júlio Sérgio   | 0        | 0       | 0           | 0          | 0            | 0            | 0            | 0            | 0                | 0                | 0                | 0                | 0                   | 0                   | 0                   | 0                   | 0        | 0      | 0           | 0          |
| Mancini        | 29       | 8       | 4           | 0          | 8            | 3            | 0            | 0            | 7                | 1                | 0                | 0                | 1                   | 0                   | 0                   | 0                   | 45       | 12     | 4           | 0          |
| G. Martínez    | 0        | 0       | 0           | 0          | 0            | 0            | 0            | 0            | 0                | 0                | 0                | 0                | 0                   | 0                   | 0                   | 0                   | 0        | 0      | 0           | 0          |
| P. Mexès       | 27       | 3       | 10          | 0          | 6            | 0            | 0            | 0            | 7                | 0                | 0                | 0                | 1                   | 0                   | 0                   | 0                   | 41       | 3      | 10          | 0          |
| Mido           | 0        | 0       | 0           | 0          | 0            | 0            | 0            | 0            | 0                | 0                | 0                | 0                | 1                   | 0                   | 0                   | 0                   | 1        | 0      | 0           | 0          |
| V. Montella    | 12       | 3       | 2           | 0          | 1            | 2            | 0            | 0            | 3                | 0                | 0                | 0                | 0                   | 0                   | 0                   | 0                   | 16       | 5      | 2           | 0          |
| S. Okaka       | 6        | 1       | 1           | 0          | 2            | 0            | 0            | 0            | 3                | 0                | 0                | 0                | 0                   | 0                   | 0                   | 0                   | 11       | 1      | 1           | 0          |
| C. Panucci     | 34       | 5       | 6           | 0          | 6            | 2            | 0            | 1            | 9                | 1                | 0                | 0                | 1                   | 0                   | 0                   | 0                   | 50       | 8      | 6           | 1          |
| S. Perrotta    | 34       | 8       | 5           | 0          | 6            | 4            | 0            | 0            | 9                | 1                | 0                | 0                | 1                   | 0                   | 0                   | 0                   | 50       | 13     | 5           | 0          |
| D. Pizarro     | 32       | 1       | 7           | 0          | 7            | 3            | 0            | 0            | 7                | 1                | 0                | 0                | 0                   | 0                   | 0                   | 0                   | 46       | 5      | 7           | 0          |
| A. Rosi        | 19       | 2       | 3           | 0          | 5            | 0            | 0            | 0            | 4                | 0                | 0                | 0                | 0                   | 0                   | 0                   | 0                   | 28       | 2      | 3           | 0          |
| R. Taddei      | 29       | 5       | 1           | 0          | 6            | 0            | 0            | 0            | 8                | 2                | 0                | 0                | 1                   | 0                   | 0                   | 0                   | 44       | 7      | 1           | 0          |
| F. Tavano      | 14       | 2       | 0           | 0          | 2            | 0            | 0            | 0            | 0                | 0                | 0                | 0                | 0                   | 0                   | 0                   | 0                   | 16       | 2      | 0           | 0          |
| M. Tonetto     | 30       | 0       | 20          | 0          | 6            | 0            | 0            | 0            | 7                | 0                | 0                | 0                | 1                   | 0                   | 0                   | 0                   | 44       | 0      | 20          | 0          |
| F. Totti       | 35       | 26      | 2           | 1          | 5            | 2            | 0            | 0            | 9                | 4                | 0                | 0                | 1                   | 0                   | 0                   | 0                   | 50       | 32     | 2           | 1          |
| V. Virga       | 4        | 0       | 0           | 0          | 2            | 1            | 0            | 0            | 1                | 0                | 0                | 0                | 0                   | 0                   | 0                   | 0                   | 7        | 1      | 0           | 0          |
| M. Vučinić     | 25       | 2       | 2           | 0          | 2            | 0            | 0            | 0            | 6                | 1                | 0                | 0                | 0                   | 0                   | 0                   | 0                   | 33       | 3      | 2           | 0          |
| C. Wilhelmsson | 19       | 1       | 3           | 0          | 3            | 0            | 0            | 0            | 3                | 0                | 0                | 0                | 0                   | 0                   | 0                   | 0                   | 25       | 1      | 3           | 0          |

## Giovanili

### Organigramma
Area direttiva
- Allenatore: Alberto De Rossi
- Responsabile organizzativo: Bruno Conti

### Piazzamenti
- Primavera:
- Campionato: fase a gironi
- Coppa Italia: ottavi di finale
- Torneo di Viareggio: finale